# Élections sénatoriales de 2004 à Paris
Les élections sénatoriales à Paris ont eu lieu le dimanche 26 septembre 2004. Elles ont eu pour but d'élire les sénateurs représentant l'unique commune-département au Sénat pour un mandat de sept années.

## Contexte départemental
Lors des élections sénatoriales du 24 septembre 1995 à Paris, douze sénateurs ont été élus, un de l'UDF, une du PCF, quatre du PS, deux des Verts, un Divers droite et trois de l'UMP.
Depuis, tous les effectifs du collège électoral des grands électeurs ont été renouvelés, avec les élections législatives françaises de 2002, les élections régionales françaises de 2004, les élections cantonales de 2001 et 2004 et les élections municipales françaises de 2001.

## Sénateurs sortants
| Sénateur | Sénateur                | Parti | Fonctions lors de l'élection en 1995 |
| -------- | ----------------------- | ----- | ------------------------------------ |
|          | Nicole Borvo Cohen-Seat | PCF   | Conseillère de Paris                 |
|          | Jean-Yves Autexier      | MRC   | Conseiller de Paris                  |
|          | Claude Estier           | PS    | Sénateur sortant                     |
|          | Jean-Yves Mano          | PS    | Conseiller de Paris                  |
|          | Danièle Pourtaud        | PS    |                                      |
|          | Jean Chérioux           | UMP   | Sénateur sortant                     |
|          | Jacques Dominati        | UMP   | Premier adjoint au maire de Paris    |
|          | Philippe de Gaulle      | UMP   | Sénateur sortant                     |
|          | Christian de La Malène  | UMP   | Sénateur sortant                     |
|          | Bernard Plasait         | UMP   |                                      |
|          | Maurice Ulrich          | UMP   | Sénateur sortant                     |
|          | Roger Romani            | UMP   |                                      |

## Présentation des listes et des candidats
Les nouveaux représentants sont élus pour une législature de 7 ans au suffrage universel indirect par les 2311 grands électeurs du département. À Paris, les sénateurs sont élus au scrutin proportionnel plurinominal. Leur nombre reste inchangé, 12 sénateurs sont à élire et 14 candidats doivent être présentés sur la liste pour qu'elle soit validée. Chaque liste de candidats est obligatoirement paritaire et alterne entre les hommes et les femmes. 11 listes ont été déposées dans le département. Elles sont présentées ici dans l'ordre de leur dépôt à la préfecture et comportent l'intitulé figurant aux dossiers de candidature.

### Divers droite
| N° | Candidats | Candidats     | Parti | Principale fonction |
| -- | --------- | ------------- | ----- | ------------------- |
| 01 |           | Olivier Bidou | DVD   |                     |
| 02 |           |               | DVD   |                     |
| 03 |           |               | DVD   |                     |
| 04 |           |               | DVD   |                     |
| 05 |           |               | DVD   |                     |
| 06 |           |               | DVD   |                     |
| 07 |           |               | DVD   |                     |
| 08 |           |               | DVD   |                     |
| 09 |           |               | DVD   |                     |
| 10 |           |               | DVD   |                     |
| 11 |           |               | DVD   |                     |
| 12 |           |               | DVD   |                     |
| 13 |           |               | DVD   |                     |
| 14 |           |               | DVD   |                     |

### Divers
| N° | Candidats | Candidats       | Parti | Principale fonction |
| -- | --------- | --------------- | ----- | ------------------- |
| 01 |           | Mustapha Lounes | DIV   |                     |
| 02 |           |                 | DIV   |                     |
| 03 |           |                 | DIV   |                     |
| 04 |           |                 | DIV   |                     |
| 05 |           |                 | DIV   |                     |
| 06 |           |                 | DIV   |                     |
| 07 |           |                 | DIV   |                     |
| 08 |           |                 | DIV   |                     |
| 09 |           |                 | DIV   |                     |
| 10 |           |                 | DIV   |                     |
| 11 |           |                 | DIV   |                     |
| 12 |           |                 | DIV   |                     |
| 13 |           |                 | DIV   |                     |
| 14 |           |                 | DIV   |                     |

### Divers droite
| N° | Candidats | Candidats    | Parti | Principale fonction |
| -- | --------- | ------------ | ----- | ------------------- |
| 01 |           | Jean Aillaud | DVD   |                     |
| 02 |           |              | DVD   |                     |
| 03 |           |              | DVD   |                     |
| 04 |           |              | DVD   |                     |
| 05 |           |              | DVD   |                     |
| 06 |           |              | DVD   |                     |
| 07 |           |              | DVD   |                     |
| 08 |           |              | DVD   |                     |
| 09 |           |              | DVD   |                     |
| 10 |           |              | DVD   |                     |
| 11 |           |              | DVD   |                     |
| 12 |           |              | DVD   |                     |
| 13 |           |              | DVD   |                     |
| 14 |           |              | DVD   |                     |

### Mouvement républicain et citoyen
| N° | Candidats | Candidats                        | Parti | Principale fonction                            |
| -- | --------- | -------------------------------- | ----- | ---------------------------------------------- |
| 01 |           | Jean-Yves Autexier               | MRC   | Sénateur sortant                               |
| 02 |           | Liliane Capelle                  | MRC   |                                                |
| 03 |           | Éric Ferrand                     | MRC   | Conseiller régional, adjoint au maire de Paris |
| 04 |           | Karen Taïeb                      | MRC   |                                                |
| 05 |           | Stéphane Le Floch                | MRC   |                                                |
| 06 |           | Margarita Zin El Abidine-Modrono | MRC   |                                                |
| 07 |           | Jean-Marie Barrault              | MRC   |                                                |
| 08 |           | Nathalie Pilhes                  | MRC   |                                                |
| 09 |           | Lucien Jallamion                 | MRC   |                                                |
| 10 |           | Catherine Lassure                | MRC   |                                                |
| 11 |           | Michel Cabirol                   | MRC   |                                                |
| 12 |           | Françoise Moreau                 | MRC   |                                                |
| 13 |           | Georges Sarre                    | MRC   | Maire du 9e arrondissement de Paris            |
| 14 |           | Marinette Bache                  | MRC   |                                                |

### Divers droite
| N° | Candidats | Candidats         | Parti | Principale fonction                      |
| -- | --------- | ----------------- | ----- | ---------------------------------------- |
| 01 |           | Philippe Dominati | UMP   | Conseiller du 8e arrondissement de Paris |
| 02 |           |                   | UMP   |                                          |
| 03 |           |                   | UMP   |                                          |
| 04 |           |                   | UMP   |                                          |
| 05 |           |                   | UMP   |                                          |
| 06 |           |                   | UMP   |                                          |
| 07 |           |                   | UMP   |                                          |
| 08 |           |                   | UMP   |                                          |
| 09 |           |                   | UMP   |                                          |
| 10 |           |                   | UMP   |                                          |
| 11 |           |                   | UMP   |                                          |
| 12 |           |                   | UMP   |                                          |
| 13 |           |                   | UMP   |                                          |
| 14 |           |                   | UMP   |                                          |

### Divers
| N° | Candidats | Candidats                   | Parti | Principale fonction |
| -- | --------- | --------------------------- | ----- | ------------------- |
| 01 |           | Philippe van den Herreweghe | DIV   |                     |
| 02 |           |                             | DIV   |                     |
| 03 |           |                             | DIV   |                     |
| 04 |           |                             | DIV   |                     |
| 05 |           |                             | DIV   |                     |
| 06 |           |                             | DIV   |                     |
| 07 |           |                             | DIV   |                     |
| 08 |           |                             | DIV   |                     |
| 09 |           |                             | DIV   |                     |
| 10 |           |                             | DIV   |                     |
| 11 |           |                             | DIV   |                     |
| 12 |           |                             | DIV   |                     |
| 13 |           |                             | DIV   |                     |
| 14 |           |                             | DIV   |                     |

### PS-PCF-Verts
| N° | Candidats | Candidats               | Parti     | Principale fonction                             |
| -- | --------- | ----------------------- | --------- | ----------------------------------------------- |
| 01 |           | Roger Madec             | PS        | Maire du 19e arrondissement de Paris            |
| 02 |           | Bariza Khiari           | PS        | Conseillère du 20e arrondissement de Paris      |
| 03 |           | Jean-Pierre Caffet      | PS        | Adjoint au maire de Paris                       |
| 04 |           | Alima Boumediene-Thiery | Verts     | Ancienne députée européenne                     |
| 05 |           | David Assouline         | PS        | Adjoint au maire de Paris                       |
| 06 |           | Nicole Borvo Cohen-Seat | PCF       | Sénatrice sortante                              |
| 07 |           | Jean Desessard          | Les Verts | Conseiller de Paris                             |
| 08 |           | Gisèle Stievenard       | PS        | Adjointe au maire de Paris                      |
| 09 |           | Bernard Jomier          | Verts     | Adjoint au maire du 19e arrondissement de Paris |
| 10 |           | Sandrine Mazetier       | PS        | Adjointe au maire de Paris                      |
| 11 |           | Gérard Mazet            | PCF       |                                                 |
| 12 |           |                         | PRG       |                                                 |
| 13 |           |                         | PS        |                                                 |
| 14 |           |                         | Verts     |                                                 |

### Divers droite
| N° | Candidats | Candidats    | Parti | Principale fonction |
| -- | --------- | ------------ | ----- | ------------------- |
| 01 |           | Michel Bulté | UMP   |                     |
| 02 |           |              | DVD   |                     |
| 03 |           |              | DVD   |                     |
| 04 |           |              | DVD   |                     |
| 05 |           |              | DVD   |                     |
| 06 |           |              | DVD   |                     |
| 07 |           |              | DVD   |                     |
| 08 |           |              | DVD   |                     |
| 09 |           |              | DVD   |                     |
| 10 |           |              | DVD   |                     |
| 11 |           |              | DVD   |                     |
| 12 |           |              | DVD   |                     |
| 13 |           |              | DVD   |                     |
| 14 |           |              | DVD   |                     |

### Mouvement national républicain
| N° | Candidats | Candidats       | Parti | Principale fonction |
| -- | --------- | --------------- | ----- | ------------------- |
| 01 |           | Bertrand Robert | MNR   |                     |
| 02 |           |                 | MNR   |                     |
| 03 |           |                 | MNR   |                     |
| 04 |           |                 | MNR   |                     |
| 05 |           |                 | MNR   |                     |
| 06 |           |                 | MNR   |                     |
| 07 |           |                 | MNR   |                     |
| 08 |           |                 | MNR   |                     |
| 09 |           |                 | MNR   |                     |
| 10 |           |                 | MNR   |                     |
| 11 |           |                 | MNR   |                     |
| 12 |           |                 | MNR   |                     |
| 13 |           |                 | MNR   |                     |
| 14 |           |                 | MNR   |                     |

### Union pour la démocratie française
| N° | Candidats | Candidats           | Parti | Principale fonction |
| -- | --------- | ------------------- | ----- | ------------------- |
| 01 |           | Yves Pozzo di Borgo | UDF   | Conseiller de Paris |
| 02 |           |                     | UDF   |                     |
| 03 |           |                     | UDF   |                     |
| 04 |           |                     | UDF   |                     |
| 05 |           |                     | UDF   |                     |
| 06 |           |                     | UDF   |                     |
| 07 |           |                     | UDF   |                     |
| 08 |           |                     | UDF   |                     |
| 09 |           |                     | UDF   |                     |
| 10 |           |                     | UDF   |                     |
| 11 |           |                     | UDF   |                     |
| 12 |           |                     | UDF   |                     |
| 13 |           |                     | UDF   |                     |
| 14 |           |                     | UDF   |                     |

### Union pour un mouvement populaire
| N° | Candidats | Candidats               | Parti | Principale fonction                                                          |
| -- | --------- | ----------------------- | ----- | ---------------------------------------------------------------------------- |
| 01 |           | Philippe Goujon         | UMP   | Conseiller régional, premier adjoint au maire du 15e arrondissement de Paris |
| 02 |           | Marie-Thérèse Hermange  | UMP   |                                                                              |
| 03 |           | Roger Romani            | UMP   | Sénateur sortant                                                             |
| 04 |           | Catherine Dumas         | UMP   | Conseillère de Paris                                                         |
| 05 |           | Jean-François Legaret   | UMP   | Maire du 1er arrondissement de Paris                                         |
| 06 |           | Laurence Douvin         | UMP   | Conseillère de Paris                                                         |
| 07 |           | Daniel-Georges Courtois | UMP   | Conseiller de Paris                                                          |
| 08 |           | Roxane Decorte          | UMP   | Conseillère de Paris                                                         |
| 09 |           |                         | UMP   |                                                                              |
| 10 |           |                         | UMP   |                                                                              |
| 11 |           |                         | UMP   |                                                                              |
| 12 |           |                         | UMP   |                                                                              |
| 13 |           |                         | UMP   |                                                                              |
| 14 |           |                         | UMP   |                                                                              |

## Résultats
| Tête de liste  | Tête de liste               | Liste          | Voix  | %      | Élus |
| -------------- | --------------------------- | -------------- | ----- | ------ | ---- |
|                | Roger Madec                 | PS-PCF-EÉLV    | 1 191 | 52,08  | 7    |
|                | Philippe Goujon             | UMP            | 585   | 25,58  | 3    |
|                | Philippe Dominati           | UMP            | 180   | 7,87   | 1    |
|                | Yves Pozzo di Borgo         | UDF            | 154   | 6,73   | 1    |
|                | Jean-Yves Autexier          | MRC            | 112   | 4,90   |      |
|                | Michel Bulté                | UMP            | 45    | 1,97   |      |
|                | Philippe van den Herreweghe | DIV            | 5     | 0,22   |      |
|                | Olivier Bidou               | DVD            | 3     | 0,13   |      |
|                | Mustapha Lounes             | DIV            | 1     | 0,04   |      |
|                |                             |                |       |        |      |
| Inscrits       | Inscrits                    | Inscrits       | 2 311 | 100,00 |      |
| Abstentions    | Abstentions                 | Abstentions    | 2     | 0,99   |      |
| Votants        | Votants                     | Votants        | 2 309 | 99,01  |      |
| Blancs et nuls | Blancs et nuls              | Blancs et nuls | 22    | 0,95   |      |
| Exprimés       | Exprimés                    | Exprimés       | 2 287 | 98,96  |      |

### Sénateurs élus
| Sénateur | Sénateur                | Parti |
| -------- | ----------------------- | ----- |
|          | Nicole Borvo Cohen-Seat | PCF   |
|          | Jean Desessard          | Verts |
|          | Alima Boumediene-Thiery | Verts |
|          | Roger Madec             | PS    |
|          | Bariza Khiari           | PS    |
|          | Jean-Pierre Caffet      | PS    |
|          | David Assouline         | PS    |
|          | Yves Pozzo di Borgo     | UDF   |
|          | Philippe Goujon         | UMP   |
|          | Marie-Thérèse Hermange  | UMP   |
|          | Roger Romani            | UMP   |
|          | Philippe Dominati       | UMP   |